# Monnikenhof (Heks)

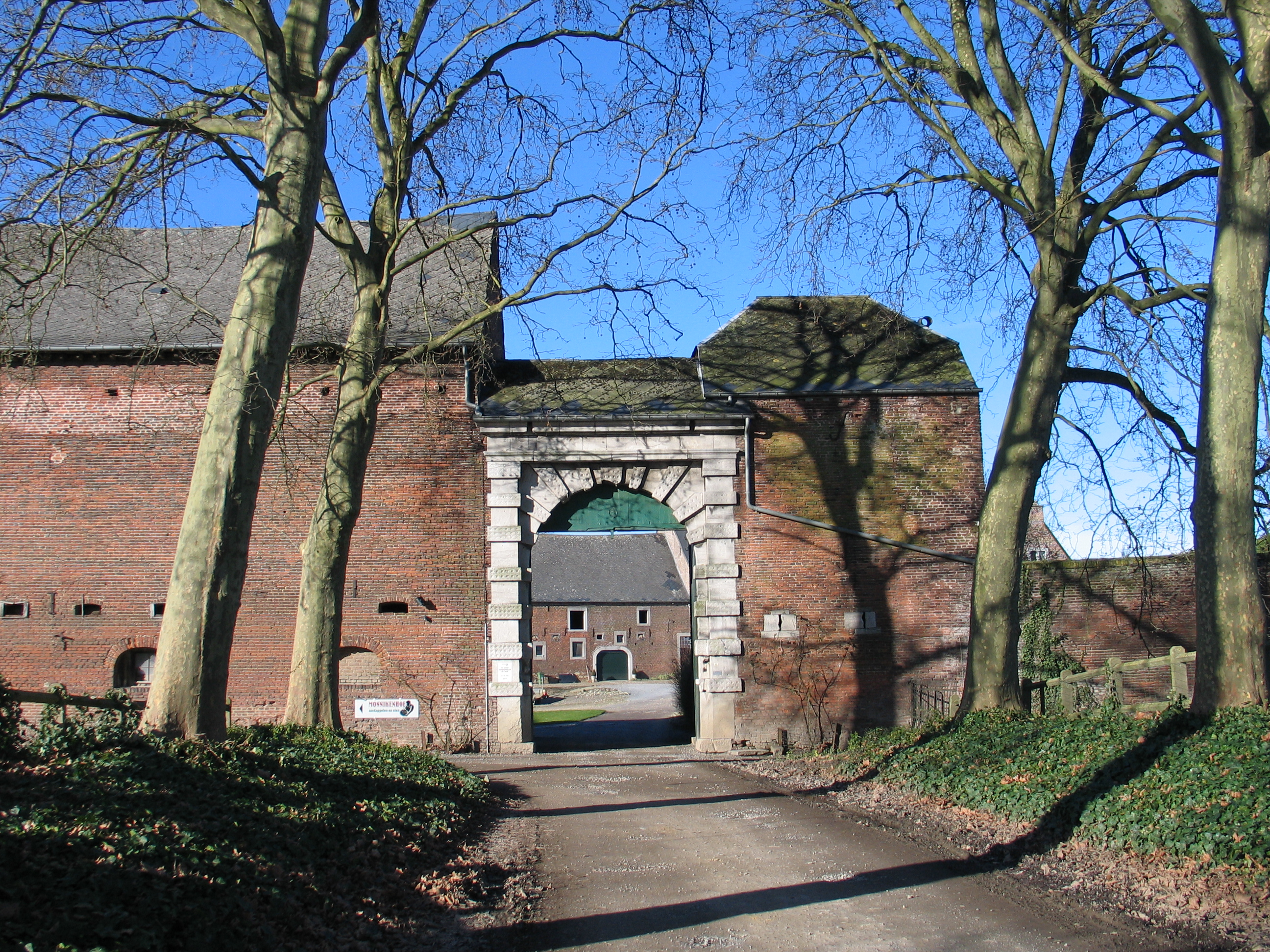
Monnikenhof, poortgebouw

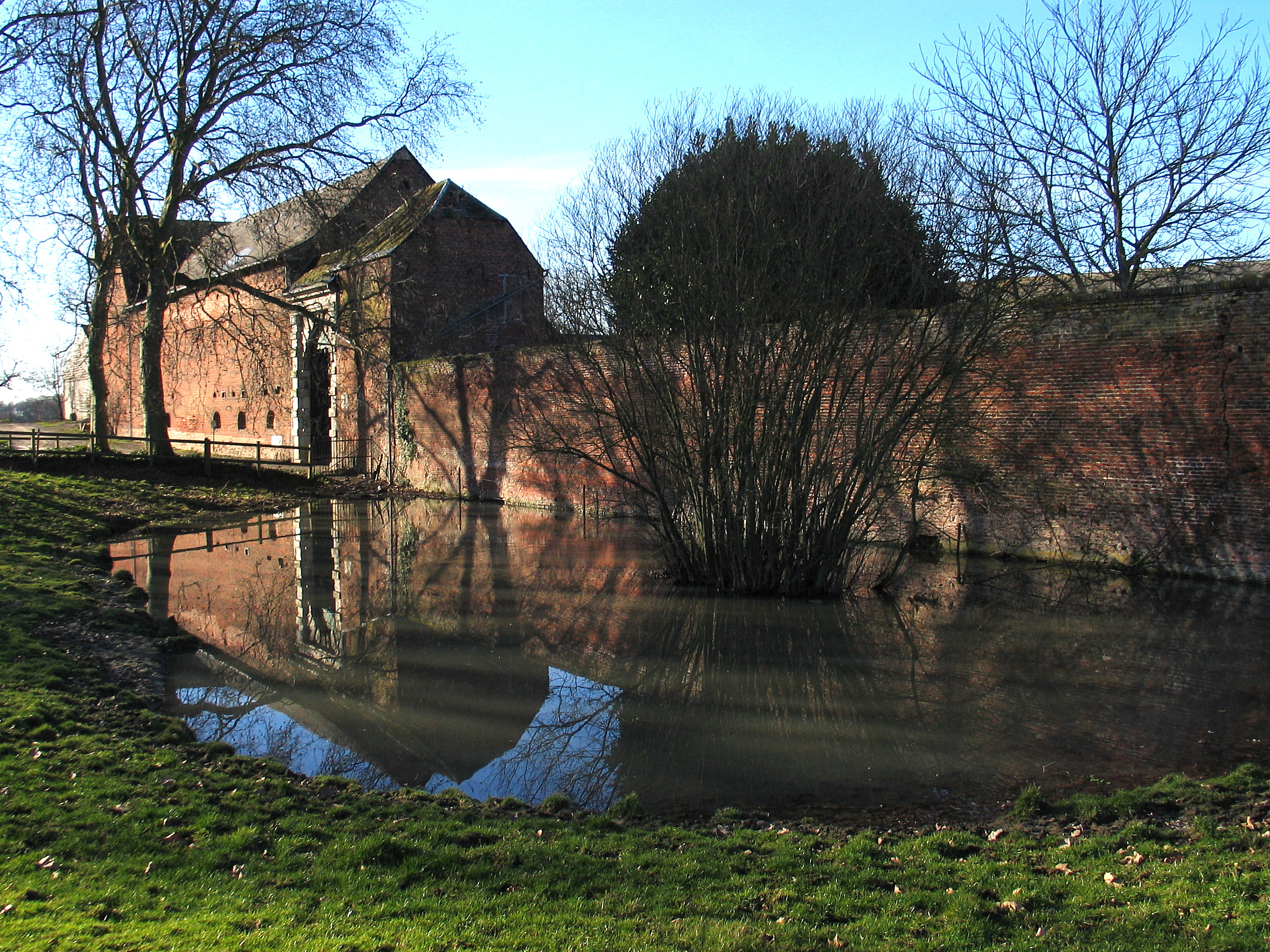
Monnikenhof

Het Monnikenhof of Munckhof is een historische hoeve te Heks, gelegen aan Monnikenlaan 51 aldaar.

## Geschiedenis
Nadat Agnes van Loon, weduwe van graaf Lodewijk I van Loon, de inkomsten van haar allodium te Heks in 1174 schonk aan het hospitaal te Graethem, en het allodium zelf aan de Abdij van Villers, stichtte deze Abdij in Heks een hoeve (grangium of curtis monachorum), waarvan reeds in 1282 gewag werd gemaakt. Deze hoeve beschikte over een groot landoppervlak waarop landbouw werd bedreven, zowel door kloosterbroeders als vrije werklieden. Geleidelijk aan kwamen er ook pachters op het landbouwbedrijf en vanaf 1505 waren het slechts pachters die de grond bewerkten. In 1582 kwam het eigendom aan het Sint-Lambertuskapittel te Luik.
Rampen bleven het Monnikenhof niet bespaard: In 1651 werd het aangevallen door Lotharingse troepen. Een veertigtal boeren verdedigden het, waarbij er tien sneuvelden. In 1654 woedde er brand, maar het kapittel zorgde voor herbouw. In 1678 en 1679 werden er Franse troepen ingekwartierd. In 1693 en 1694 werd Heks geplunderd door Franse troepen, terwijl de inwoners zich succesvol verschansten op het Monnikenhof.
Eind 18e eeuw werd de hoeve verbeurd verklaard en in 1798 werd het gehele goed publiekelijk verkocht. Het werd gekocht door Charles Clément Roemers, die afgevaardigde was van het departement Nedermaas.

## Gebouw
De hoeve ligt op een hoogte van ongeveer 100 meter, te midden van de velden. 
Van oorsprong was hier een gesloten hoeve, zoals die op de Ferrariskaarten (omstreeks 1775) werd afgebeeld. Enkele vleugels werden in de loop van de 19e eeuw gesloopt, op de buitenmuur na. Er waren vroeger twee ingangen, van de oudste, naast het woonhuis gelegen, uit begin 17e eeuw stamt. Van dit poortgebouw zijn nog enkele restanten aanwezig. De huidige ingang, aan de zuidzijde, is van ongeveer 1700.
Het woonhuis werd gerestaureerd. De kern is van begin 17e eeuw. De huidige gevelindeling is van begin 18e eeuw. In het huis bevindt zich nog een renaissanceschouw uit 1635.
Aansluitend aan het woonhuis vindt men de stallen. De oudste delen zijn begin 17e eeuw. Een deel der dienstgebouwen, gegroepeerd in een L-vorm in de zuidwesthoek, is nog aanwezig. De gebouwen, die de verbinding met de stallen vormden, werden in de eerste helft van de 19e eeuw gesloopt, op de verbindingsmuur na.
In de westvleugel bevindt zich een dwarsschuur. Haaks hierop is nog een vleugel met een schuur, die vroeger waarschijnlijk geheel als stal dienstdeed.